# Michael Baur
Michael Baur (ur. 16 kwietnia 1969 w Innsbrucku) – austriacki piłkarz występujący na pozycji obrońcy lub pomocnika, reprezentant Austrii w latach 1990–2002, trener piłkarski.

## Kariera piłkarska
W reprezentacji Austrii zagrał 40 razy. Był w składzie na Mistrzostwach Świata 1990.

## Sukcesy
FC Swarovski Tirol
- mistrzostwo Austrii: 1989/90, 1990/91
- Puchar Austrii: 1992/93[a]

FC Tirol Innsbruck
- mistrzostwo Austrii: 1999/00, 2000/01, 2001/02